# シャンパン様希釈遺伝子

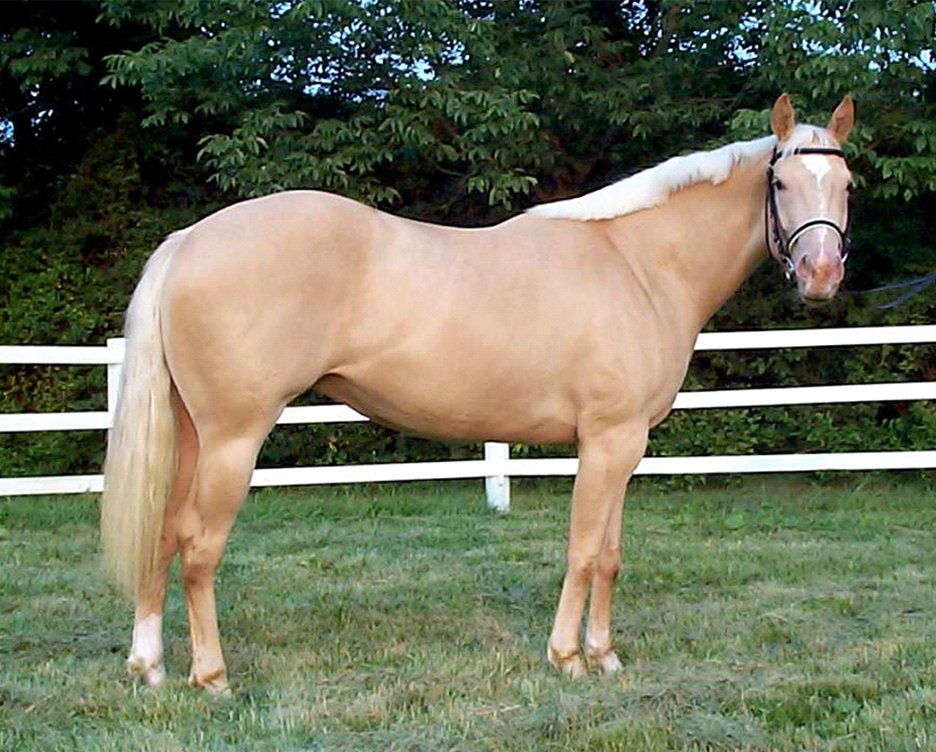
gold champagne（栗毛+シャンパン）
のアメリカン・クリームドラフト・ホース

シャンパン様希釈遺伝子（シャンパンようきしゃくいでんし、SLC36A1 c.188C>G、英: Champagne gene）は、馬の毛色に関連する遺伝子である。この遺伝子を持つ馬は、薄茶色の目と、ピンクがかったそばかすだらけの皮膚を特徴として持ち、赤色は金色に、黒色はチョコレート色に希釈された被毛を持つ。希釈効果が発生する詳細なメカニズムは不明だが、優性遺伝により伝わり、その希釈の強さはヘテロでもホモでも変化しない。
この遺伝子を持つ馬種は非常に少なく、ほぼ北米原産種に限られる。最も多く見られるのがアメリカン・クリームドラフト・ホースで、gold champagne（栗毛+シャンパン）という毛色が大半を占める。他にテネシー・ウォーキング・ホース、ミズーリ・フォックス・トロッター、ラッキング・ホース、ケンタッキー・マウンテン・サドルホース、マスタング、アメリカンクォーターホース、ミニチュアホースなどの中にもいる。

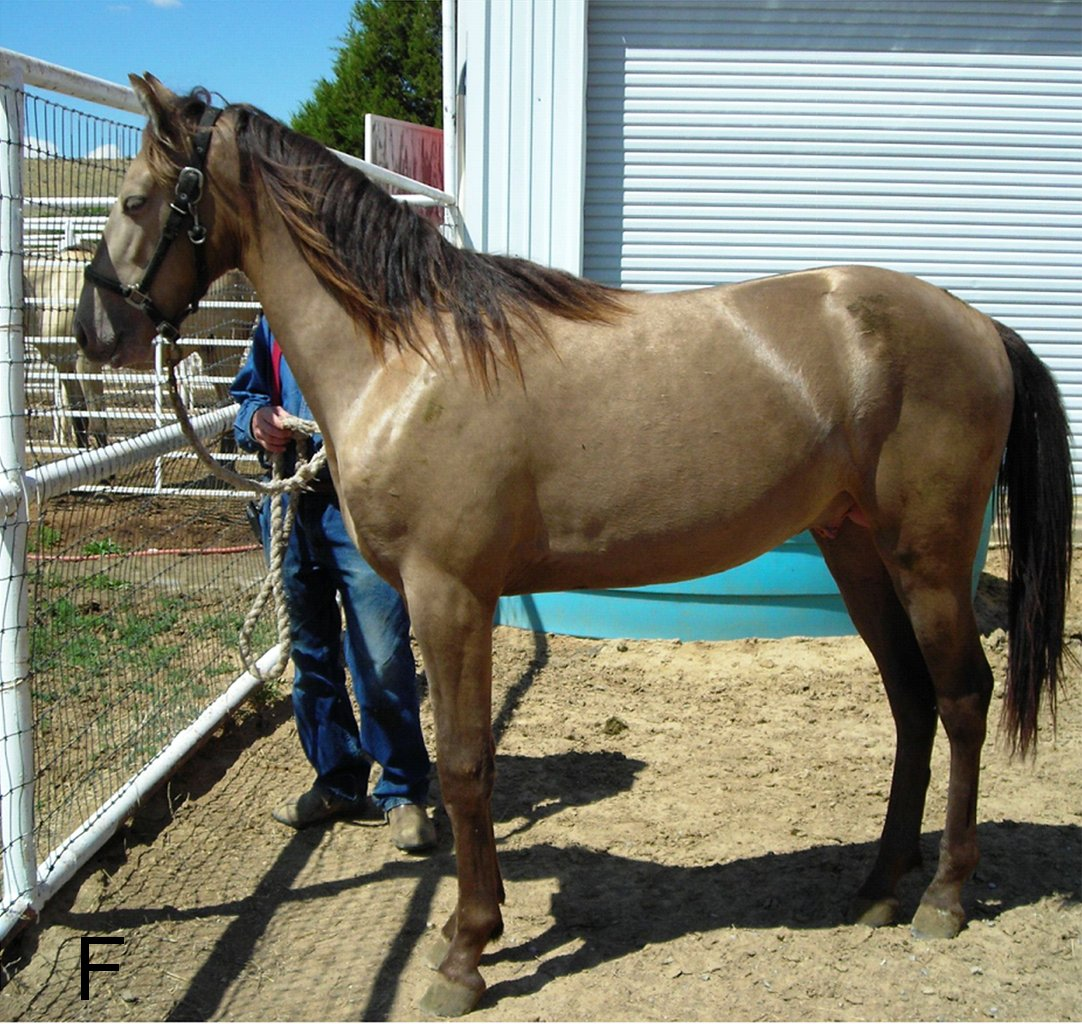
Classic Champagne （青毛+シャンパン）
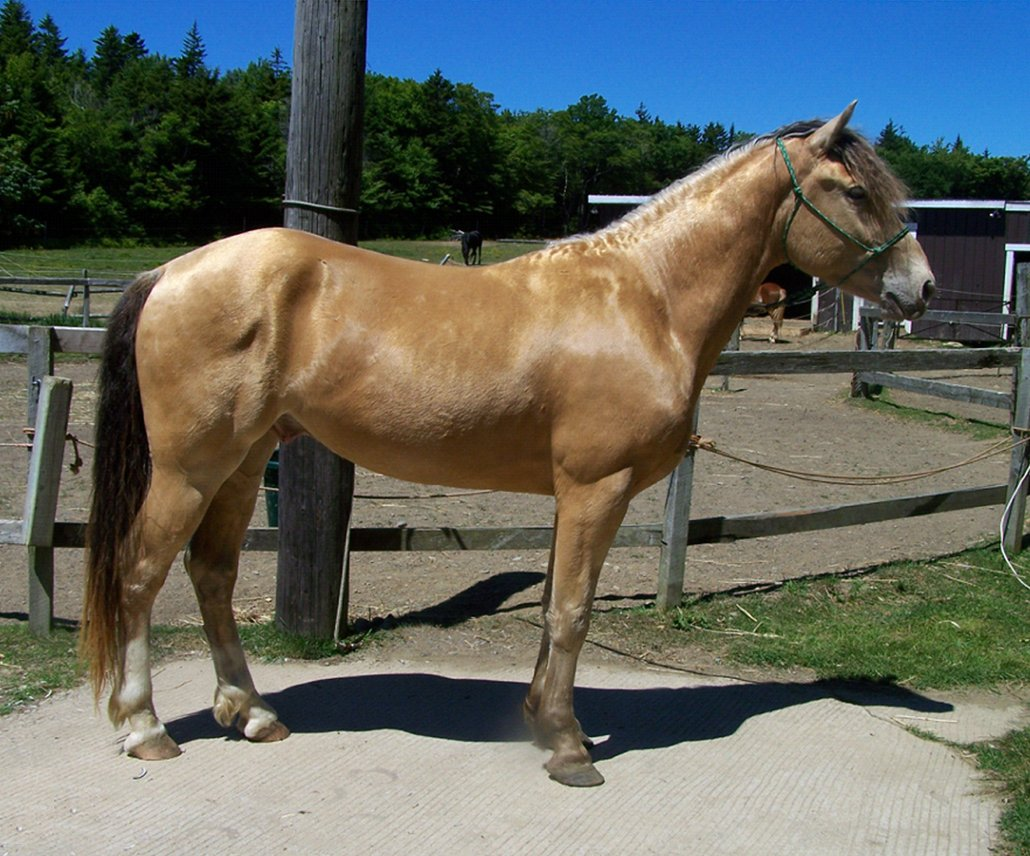
Amber Champagne （鹿毛+シャンパン）
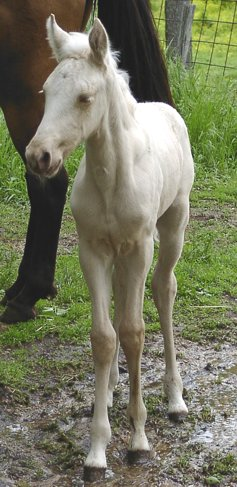
Ivory Champagne （月毛+シャンパン）